# Janov (Ústí nad Labem)
Janov é uma comuna checa localizada na região de Ústí nad Labem, distrito de Děčín.